# Terenga
Terenga (russisch Тереньга́) ist eine Siedlung städtischen Typs in der Oblast Uljanowsk in Russland mit 5330 Einwohnern (Stand 14. Oktober 2010).

## Geographie
Der Ort liegt knapp 70 km Luftlinie südlich des Oblastverwaltungszentrums Uljanowsk knapp 8 km von der Grenze zur Oblast Samara entfernt. Er befindet sich an der Terengulka, einem linken Zufluss des rechten Wolga-Nebenflusses Ussa.
Terenga ist Verwaltungszentrum des Rajons Terengulski sowie Sitz der Stadtgemeinde Terengulskoje gorodskoje posselenije, zu der außerdem die Dörfer Baidulino (5 km nördlich), Fedkino (8 km nördlich), Gladtschicha (7 km südwestlich), Jasykowo (8 km südöstlich), Molwino (9 km nordöstlich), Nasaikino (12 km nordwestlich) und Tumkino (5 km nordwestlich) sowie die Siedlungen Gremjatschi Kljutsch, Kalininski (beide etwa 11 km ostsüdöstlich) und bei der Bahnstation Molwino (9 km nordnordöstlich) gehören.

## Geschichte
Der Ort wurde in der zweiten Hälfte des 17. Jahrhunderts gegründet; als Gründungsjahr gilt 1682. Der Name ist tschuwaschischen Ursprungs. In Folge gehörte das Dorf zum Ujesd Sengilei des Gouvernements Simbirsk. Bis in das 19. Jahrhundert gehörte Terenga der Fürstenfamilie Golizyn, die dort 1769 eine der ersten und größten Tuchmanufakturen der Region gründete.
Am 25. Januar 1935 wurde Terenga Verwaltungssitz eines aus der vormaligen Wolost neu geschaffenen, nach ihm benannten Rajons. 1966 erhielt der Ort den Status einer Siedlung städtischen Typs.

### Bevölkerungsentwicklung
| Jahr | Einwohner |
| ---- | --------- |
| 1897 | 3041      |
| 1939 | 3501      |
| 1959 | 3056      |
| 1970 | 4288      |
| 1979 | 4622      |
| 1989 | 5941      |
| 2002 | 5509      |
| 2010 | 5330      |

Anmerkung: Volkszählungsdaten

## Verkehr
Westlich an Terenga vorbei verläuft die Zweigstrecke Sysran – Uljanowsk der föderalen Fernstraße M5 Moskau – Samara – Tscheljabinsk. Etwas nördlich zweigt die Regionalstraße 73K-1441 in das nordöstlich benachbarte Rajonzentrum Sengilei an der Wolga und zurück zur M5 bei Nowouljanowsk ab.
Die nächstgelegenen Bahnstationen befinden sich in den gleichnamigen Gemeindeteilen Molwino und Gremjatschi Kljutsch, entsprechend bei Streckenkilometer 61 und 79 (ab Uljanowsk) der auf diesem Abschnitt 1944 eröffneten Strecke (Kasan –) Swijaschsk – Uljanowsk – Sysran.